# Aiguèze
Aiguèze je francouzská obec v departementu Gard v regionu Languedoc-Roussillon. V roce 2012 zde žilo 216 obyvatel.

## Geografie
Městečko Aiguèze se nalézá na okraji prudkého skalního srázu vápencové skalní plošiny nad údolím řeky Ardeché nedaleko od jejího ústí do Rhôny. Nad okrajem zdejší vápencové plošiny se nalézá úzká vertikální skalní zeď, která převyšuje tuto plošinu o cca 15 m a umožnila vybudování zdejšího středověkého hradu pocházejícího z přelomu 11. a 12. století, z kterého se do dnešní doby zachovaly zdi. V obci je pět památek zapsaných na seznamu historických památek francouzského ministerstva kultury.

## Pozoruhodnosti

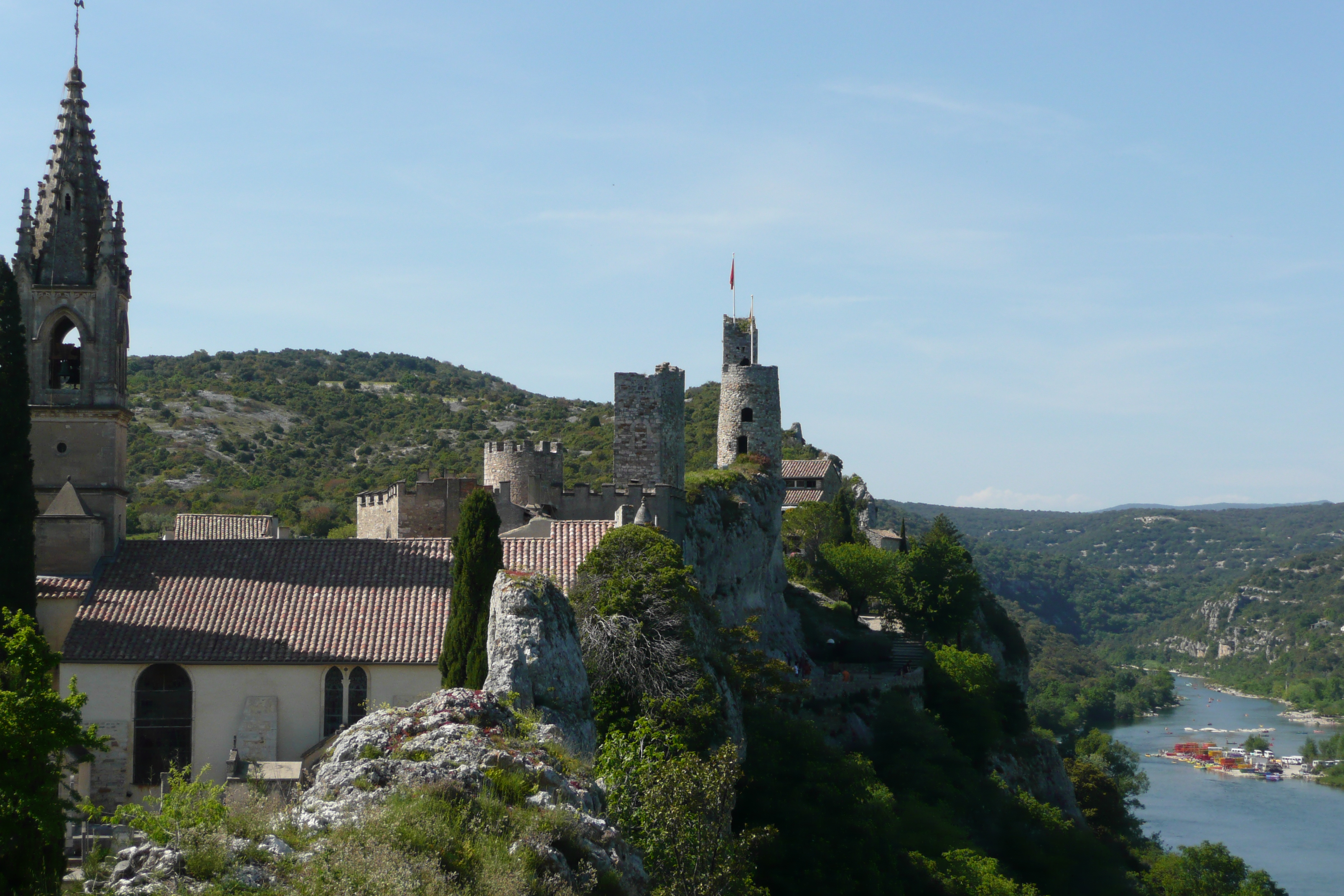
Zbytky hradu v Aiguèze

- Château d'Aiguèze – pozůstatky raně středověkého hradu z přelomu 11. a 12. století
- Église Saint-Roch d'Aiguèze – kostel se nachází na vrcholu skalní stěny s výhledem na řeku Ardèche, celý byl v 19. století přestavěn v novogotickém stylu. Od 19. března 1993 je zapsán na seznamu historických památek Francie.